# Oleśnica (województwo świętokrzyskie)

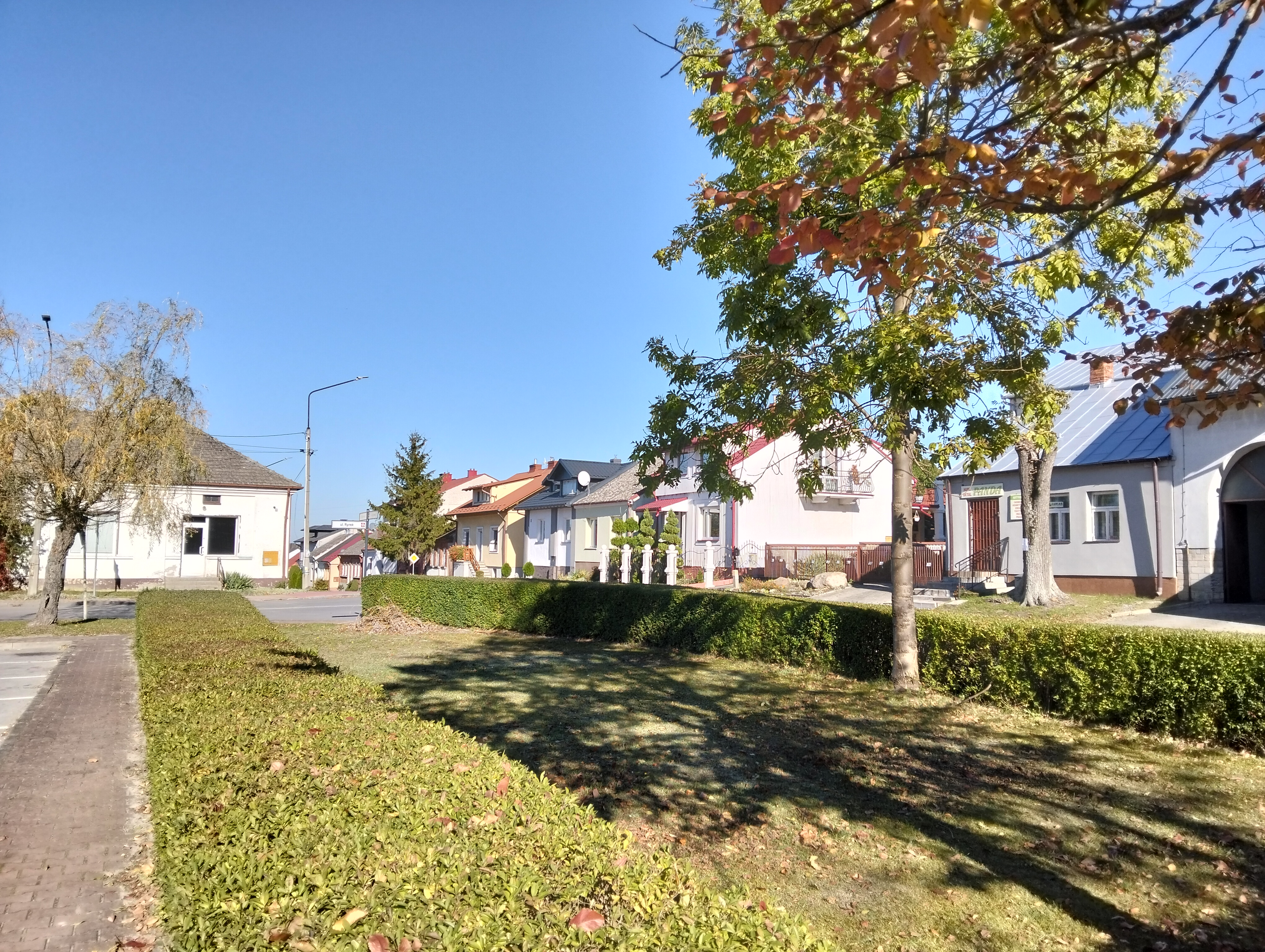
Rynek oleśnicki

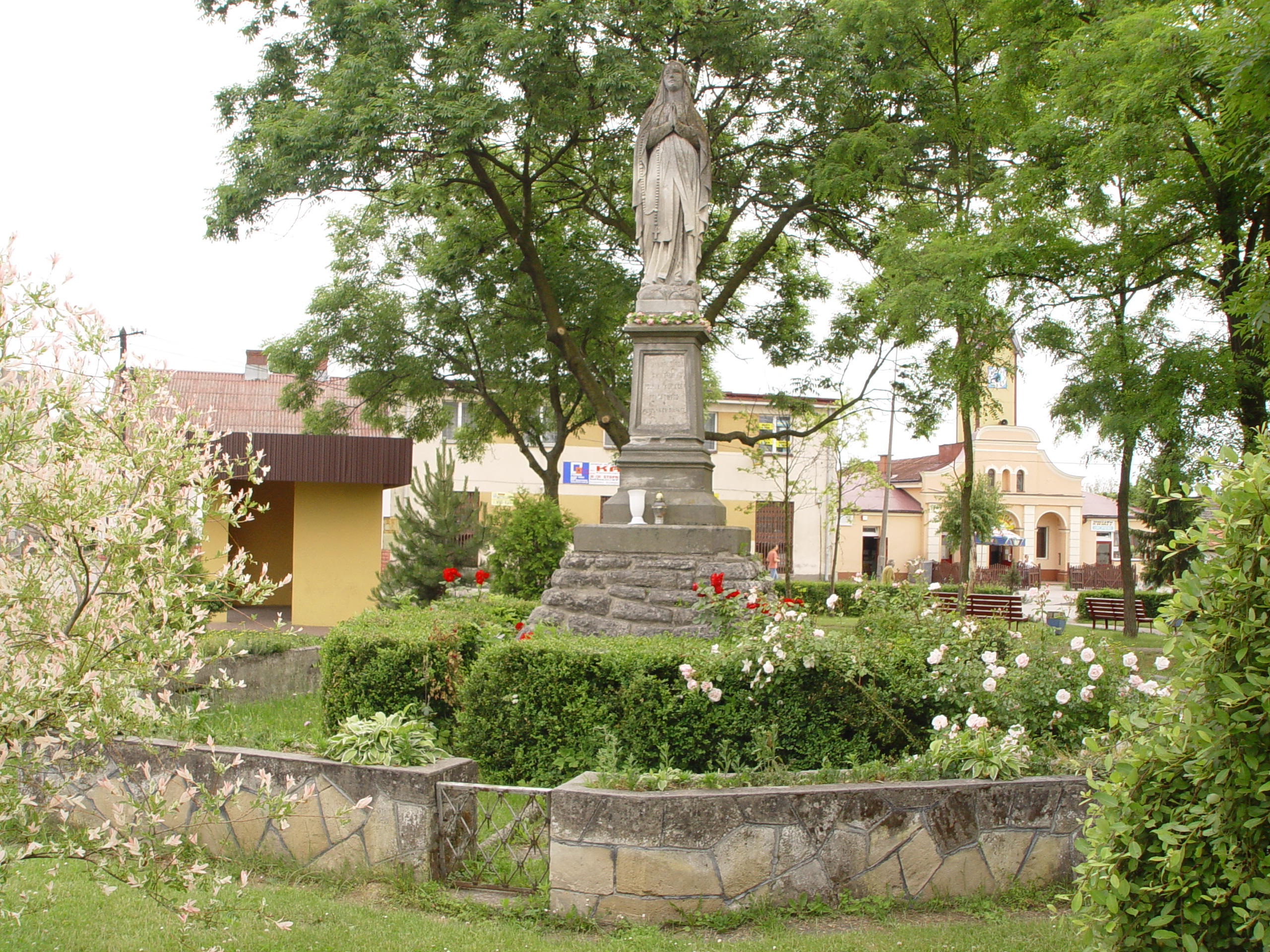
Figura z 1911 r. we wschodniej części miejscowego rynku

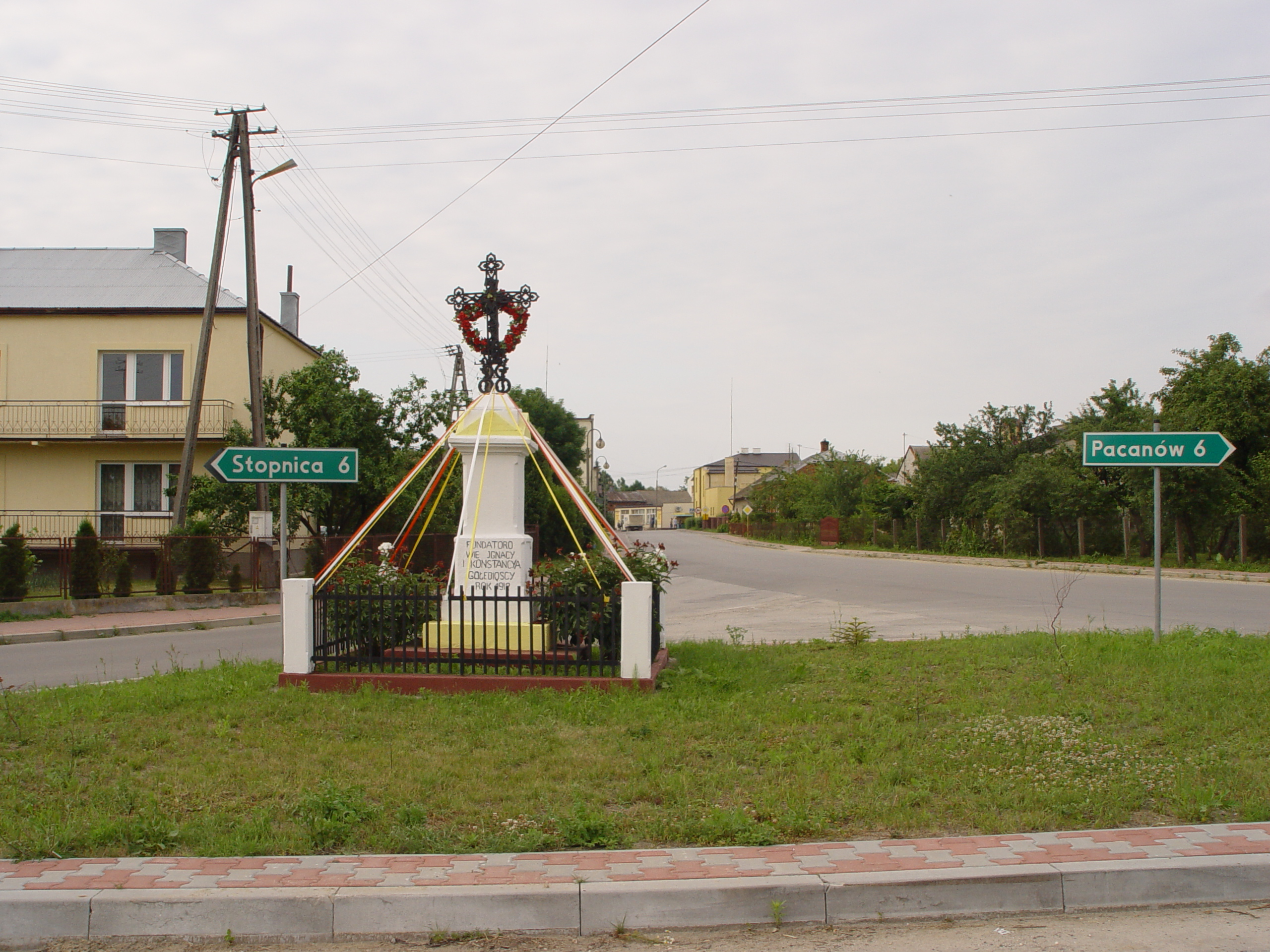
Krzyż z 1912 r. fundacji Ignacego i Konstancji Gołebioskich usytuowany na rozwidleniu dróg wyjazdowych z Oleśnicy

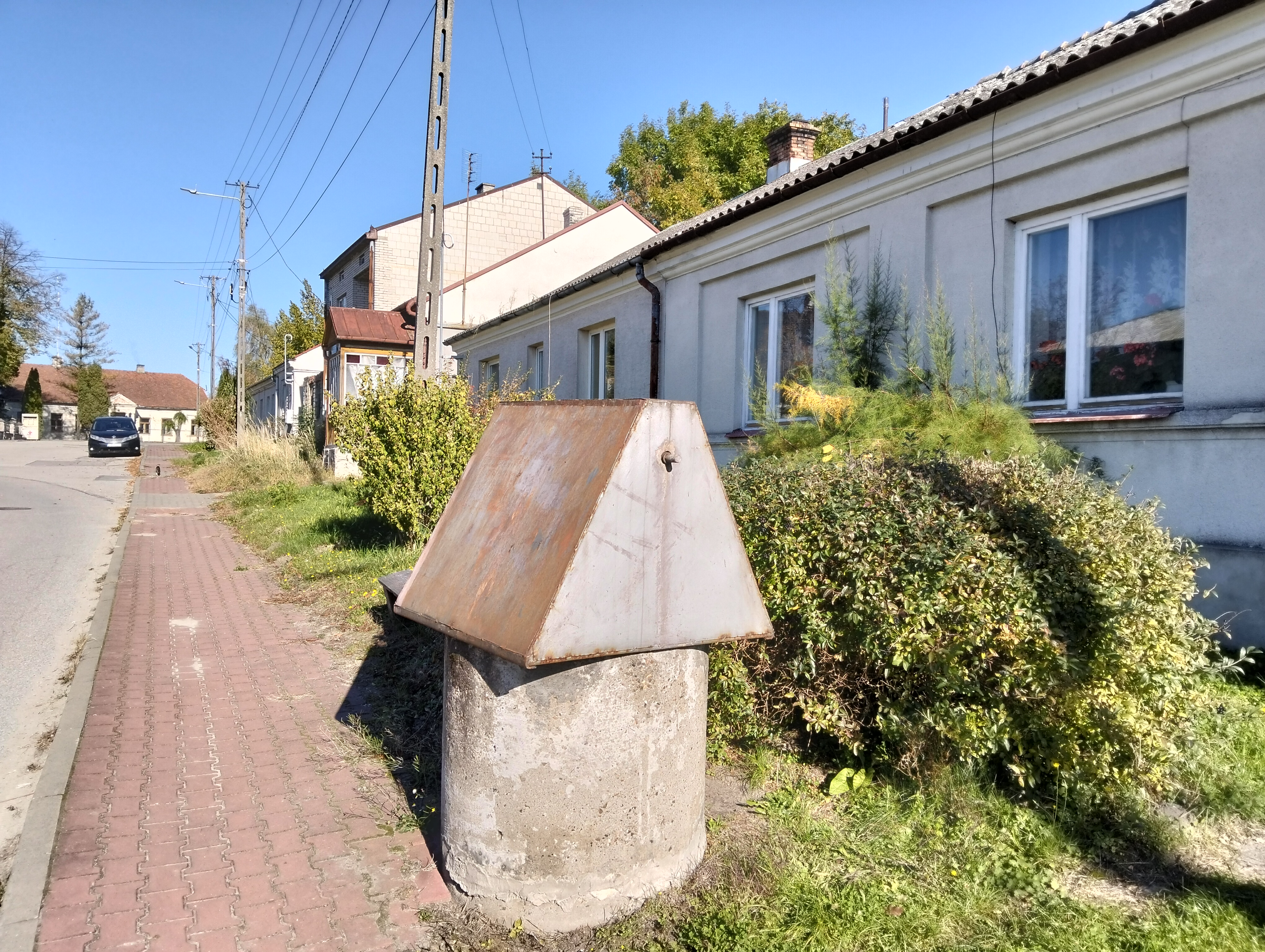
Zabudowa ulicy Zakościele

Oleśnica – miasto w Polsce, w województwie świętokrzyskim, w powiecie staszowskim, siedziba gminy miejsko-wiejskiej Oleśnica.
Prawa miejskie w latach 1470–1869 oraz ponownie od 1 stycznia 2019.

## Części miasta
| SIMC    | Nazwa       | Rodzaj       |
| ------- | ----------- | ------------ |
| 0257124 | Budy        | część miasta |
| 0257130 | Wrzos       | część miasta |
| 0257147 | Zarzecze    | część miasta |
| 0257153 | Zwierzyniec | część miasta |

## Historia
Oleśnica była osadą szlachecką. Początkowo była siedzibą rodu Oleśnickich. Pierwszym znanym właścicielem Oleśnicy był łowczy krakowski Zbigniew z Oleśnicy (Krzyżanowski) h. Dębno (ok. 1330-1358). Z Oleśnicy pochodził biskup, uczestnik bitwy pod Grunwaldem, późniejszy kardynał Zbigniew Oleśnicki, wnuk Zbigniewa Krzyżanowskiego, syn Jana (Jaśka) i bratanek Dobiesława (Dobka). W późniejszym okresie Oleśnica była własnością Zborowskich i Lanckorońskich.
W roku 1406 występuje Piotr Kostka, sołtys oleśnicki, co oznacza, że wieś posiadała prawo niemieckie przynajmniej od końca XIV w. Jej ludność ocenia się na około 300 osób. W roku 1450 Jan z Oleśnicy nadał wszystkim swoim ponad 40 wsiom w ziemi sandomierskiej prawo niemieckie. W drugiej połowie XV w. Oleśnica należała do Andrzeja Oleśnickiego i obejmowała folwark dziedzica, łany kmiece i karczmę z rolami.
W XVI w. Oleśnica była niewielkim ośrodkiem rzemieślniczym. W 1520 karczmarzem był niejaki Marcin Chabuch. Wieś posiadała też hamernię. Lokacja miasta na prawie niemieckim na gruncie wsi miała miejsce w 1546 r., na prośbę Mikołaja Herbuta Odnowskiego na podstawie zezwolenia królewskiego. Akt nadawał miastu 2 jarmarki - na Niebowzięcie NMP i św. Urbana - targ w sobotę i 8 lat wolnizny. Miasto jednak rozwijało się powoli i było słabo zabudowane. W 1569 r. nowy właściciel Oleśnicy, Piotr Zborowski, wyznaczył miastu plac pod ratusz, browar i słodownię. Potwierdził też wcześniejsze nadanie 6 ról, 2 stawów, błonia oraz 3 przyłanków, z których jeden należał do łaźni a drugi do wójtostwa "ku używaniu, a nie przedaniu". W 1579 r. miasto zapłaciło czynsze od 2 łanów miejskich, 12 rzemieślników, 8 komorników oraz 2 garnców gorzałczanych. W 1591 r. w mieście stało 98 budynków, z tego 25 przy Rynku, co oznacza, że był otoczony zabudową podobnie jak dziś. Ludność liczyła około 600 osób.
W czasie reformacji miasto było ośrodkiem kalwinizmu. Zbór kalwiński założył tu w 1563 r. Marcin Zborowski. W XVII w. Lanckorońscy starając się podźwignąć miejscowe rzemiosło zorganizowali cechy: kuśnierski, krawiecki oraz wspólny, który grupował rzemieślników z 10 różnych specjalności. W 1673 r. Oleśnica wraz z dworem liczyła zaledwie 184 mieszkańców.
Na początku XVIII w. w czasie III wojny północnej miasto zostało w znacznym stopniu zniszczone. Aby podnieść je z upadku właściciele wyjednali u króla Augusta II Mocnego przywilej na 12 jarmarków w roku. Liczba domów w Oleśnicy wzrosła do 130 w 1788 r. Jednakże rozbiory Polski i położenie w strefie przygranicznej, między zaborem rosyjskim i austriackim, spowodowało zastój gospodarczy i zahamowanie dalszego rozwoju. W 1827 r. Oleśnica miała 888 mieszkańców. Do tego czasu przybyło tu tylko 5 domów. W XIX wieku osada słynęła ze swoich mistrzów murarskich, cenionych i poszukiwanych w południowej części Królestwa Kongresowego. W 1869 r. Oleśnica utraciła prawa miejskie.
Po agresji niemieckiej na Polskę Oleśnica trafiła pod okupację niemiecką. W 1943 w wyniku akcji partyzanckiej na areszt w Oleśnicy zostali uwolnieni chłopi przetrzymywani tam m.in. za nieoddawanie kontyngentów. W 1996 w kościele w Oleśnicy odsłonięto tablicę poświęconą partyzantom Batalionów Chłopskich. 
W 1960 r. wieś miała 1965 mieszkańców. Do 1975 r. miejscowość znajdowała się w powiecie buskim, województwa kieleckiego. Po reformie administracyjnej W latach 1975–1998 miejscowość położona była w województwie kieleckim.

## Teraźniejszość
W pobliżu Oleśnicy powstała nowoczesna i jedna z największych aktualnie w Polsce cegielnia koncernu Wienerberger AG. Zakład zatrudniający około 60 pracowników może produkować do 230 mln pustaków porotherm rocznie.
W Oleśnicy znajduje się szkoła podstawowa.

## Konsultacje lokalne w sprawie nadania statusu miasta (2018)
Rada Gminy Oleśnica przyjęła 27 lipca 2018 uchwałę (w formie apelu) w sprawie przywrócenia praw miejskich miejscowościom, które zostały ich pozbawione w wyniku represji carskich. Apel ten zakłada pominięcie wszystkich obowiązujących w tym względzie procedur w celu „upamiętnienia bohaterskiej walki polskich powstańców, zadośćuczynienie dotychczas wyrządzonym krzywdom oraz uczczenia 100 rocznicy odzyskania przez państwo polskie niepodległości i 155 rocznicy wybuchu Powstania Styczniowego”. Apel trafił do MSWiA, w związku z czym minister podjął decyzję o wszczęciu procedury odnośnie do nadania statusu miasta Oleśnicy, występując do Rady Gminy o przedstawienie opinii poprzedzonej przeprowadzeniem konsultacji z mieszkańcami. Stanowisko przekazano premierowi Mateuszowi Morawieckiemu a 13 września 2018 wydano odpowiednią uchwałę odnośnie do konsultacji społecznych. Konsultacje odbyły się w terminie od 28 września do 3 października 2018 a wyniki prezentują się następująco: a) gmina Oleśnica (frekwencja 41,14% = 1335 osób): za 79,40% (1060 osób), przeciw 13,86% (185 osób); wstrzymało się 6,74% (90 osób); b) miejscowość Oleśnica (frekwencja 40,09% = 617 osób): za 85,57% (528 osób), przeciw 10,05% (62 osób); wstrzymało się 4,38% (27 osób); gmina Oleśnica bez miejscowości Oleśnica (frekwencja 42,09% = 718 osób): za 74,09% (532 osób), przeciw 17,13% (123 osoby); wstrzymało się 8,78% (63 osoby). W związku z powyższym Rada Gminy Oleśnica podjęła 4 października 2018 uchwałę wyrażającą pozytywną opinię w sprawie nadania liczącej 1853 mieszkańców Oleśnicy praw miejskich. 1 stycznia 2019 status miasta został przywrócony.

## Zabytki
- Neogotycki kościół parafialny pw. Wniebowzięcia NMP z połowy XIX wieku wybudowany na fundamentach gotyckiej świątyni z XV wieku. Rozbudowany pod koniec XIX wieku.
- Figura z 1911 r.
- Krzyż z 1912 r.